# Asbach (Asbach-Sickenberg)
Asbach ist ein Ortsteil der Gemeinde Asbach-Sickenberg im Landkreis Eichsfeld in Thüringen. Es ist eines der wenigen Orte im Landkreis Eichsfeld, die nicht zum historischen Eichsfeld gehören.

## Geographie
Asbach befindet sich am Rand des südwestlichen Eichsfeldes. Das Dorf liegt zwischen dem Lindenberg und dem Rachelsberg.

## Geschichte
Asbach wurde 1284 erstmals als superiori et inferiori Aspeche zusammen mit dem benachbarten Sickenberg urkundlich erwähnt. Das Dorf gehörte zum Amtsbezirk der landgräflichen Burg Altenstein. Im 15. Jahrhundert war der Ort verlassen, dann erhielten ihn die Herren von Bischoffshausen zu lehen und gehörte im 18. Jahrhundert zum hessischen Amt Allendorf. Daher führte der Ort auch den Namen Asbach bei Allendorf als Zusatz.
1945 wurden im Rahmen des Wanfrieder Abkommens Grenzkorrekturen vorgenommen, wodurch die zuvor hessischen Dörfer Asbach und auch Sickenberg der sowjetischen Besatzungszone, in diesem Fall Thüringen, zugeordnet wurden. Am 1. Juli 1950 wurden die Gemeinden Asbach und Sickenberg zu einer neuen Gemeinde Asbach/Sickenberg zusammengeschlossen. Von 1952 bis 1990 war der Ort durch die nahe Innerdeutsche Grenze beeinträchtigt. Am 1. Mai 1992 wurde der Name in Asbach-Sickenberg geändert.

## Baudenkmale
Die Dorfkirche wurde nach dem im Jahre 1779 erfolgten Abbruch einer Vorgängerkirche neu errichtet. Der Glockenstuhl der kleinen „Versöhnungskirche“ in der Dorfmitte birgt zwei Glocken, eine der beiden trägt die Gravur der Jahreszahl 1582, vermutlich von der Vorgängerkirche. Von dieser stammt wahrscheinlich auch ein Eckstein mit der Jahreszahl 1581, den man bei einem Umbau im Jahre 1976 fand, bei dem man auch eine den Umbau beschreibende Urkunde fand. Am 22. Oktober 1978 wurde die Kirche in Asbach nach erheblichen Neuerungsarbeiten wieder eingeweiht.  Im gleichen Jahr erhielt die kleine Kirche in der Dorfmitte durch die Orgelbauerwerkstatt Rudolf Böhm aus Gotha auch eine neue Orgel mit fünf Registern, einem Manual und abhängendem Pedal.
Der historische Ortskern wurde im Juni 2018 als Denkmalensemble in das Denkmalbuch des Freistaates Thüringen eingetragen.